# Martin Mačković
Martin Mačković (Subotica, 4. rujna 1995.), srbijanski veslački reprezentativac.
Pohađao je subotičku gimnaziju Kosztolányi Dezső.
Veslanjem se bavi od 2005. godine. Veslanjem se počeo baviti uz svog brata. Nakon višegodišnjeg treniranja trud se počeo isplaćivati dobrim rezultatima.  
U pionirskoj konkurenciji sa Sabolčem Bošnjakom dva put je bio drugi na prvenstvu Srbije u diciplini dubl skul.
Godine 2012. je postigao dobre rezultate na svjetskom i europskom juniorskom prvenstvu, te i nastup na Balkanijadi u Plovdivu. Na smotri najboljih europskih juniora na Bledskom jezeru, u pojedinačnoj skif konkurenciji bio je ukupno osmi. Prema preporuci izbornika juniorske reprezentaciju Srbije dodijeljen mu je veslač partner Viktor Pivač, s kojim je u dvojcu osvojio jedanaesto mjesto na svjetskom prvenstvu u Plovdivu.
Na kriterijskoj regati za nastup na Europskom i Svjetskom juniorskom prvenstvu u Zagrebu zabilježio dva druga mjesta, u pojedinačnoj i utrci dubla na 2000 metara.
Na svjetskom juniorskom prvenstvu u Litvi 2013. osvojio je broncu veslajući u sastavu državnog osmerca Srbije.
Sudionik triju svjetskih prvenstava u veslanju, u korejskom Chungjuu 2013., nizozemskom Amsterdamu 2014. te francuskom Aiguebeletteu 2015. godine. Godine 2015. osvojio je broncu.
Svjetski prvak 2016. u dvojcu bez kormilara s Viktorom Pivačijem na svjetskom prvenstvu u kategoriji seniora do 23 godine. Na prethodna dva svjetska prvenstva za seniore do 23 godine, u Vareseu 2014. i Plovdivu 2015., Mačković i Pivač su osvojili bronce.
Školovanje je nastavio u Sjedinjenim Američkim Državama od početka 2015. godine.  Ondje se natječe za momčad svog sveučilišta. Kao student i član osmerca posade sveučilišta Berkeley postao je prvak Amerike i prvak zapadne obale.

## Nagrade
Treća nagrada "Lajoš Vermeš" 2017. godine, za uspjehe u 2016. godini.
Druga nagrada "Lajoš Vermeš" 2016. godine, za uspjehe u 2015. godini.
Godine 2016. drugu godinu uzastopno izabran je za najboljeg športaša Subotice, po rezultatima iz 2015.
Najbolji športaš Subotice u seniorskoj konkurenciji 2015. godine, po rezultatima iz 2014. godine.

## Vanjske poveznice
- (srp.) Subotica.info  Arhivirana inačica izvorne stranice od 22. rujna 2013. (Wayback Machine)
- (srp.) You Tube Osvajač bronzane medalje Martin Mačković na prijemu kod gradonačelnika, SuRTVCity,
- (srp.) Subotičke novine  Arhivirana inačica izvorne stranice od 4. travnja 2017. (Wayback Machine) Martin Mačković osvojio još jedno svetsko odličje, 30. prosinca 2015.
- (srp.) Subotica.com